# Mahmoud Wahid
Mahmoud Wahid (in arabo محمود وحيد‎?; 19 giugno 1994) è un calciatore egiziano, difensore dell'Al-Ahly.

## Carriera

### Club
Nel 2020 conquista uno storico treble, vincendo campionato, coppa nazionale e la CAF Champions League.

### Nazionale
Esordisce in nazionale il 7 novembre 2019 in amichevole contro la Liberia.

## Statistiche

### Cronologia presenze e reti in nazionale
| Cronologia completa delle presenze e delle reti in nazionale ― Egitto | Cronologia completa delle presenze e delle reti in nazionale ― Egitto | Cronologia completa delle presenze e delle reti in nazionale ― Egitto | Cronologia completa delle presenze e delle reti in nazionale ― Egitto | Cronologia completa delle presenze e delle reti in nazionale ― Egitto | Cronologia completa delle presenze e delle reti in nazionale ― Egitto | Cronologia completa delle presenze e delle reti in nazionale ― Egitto | Cronologia completa delle presenze e delle reti in nazionale ― Egitto |
| Data                                                                  | Città                                                                 | In casa                                                               | Risultato                                                             | Ospiti                                                                | Competizione                                                          | Reti                                                                  | Note                                                                  |
| --------------------------------------------------------------------- | --------------------------------------------------------------------- | --------------------------------------------------------------------- | --------------------------------------------------------------------- | --------------------------------------------------------------------- | --------------------------------------------------------------------- | --------------------------------------------------------------------- | --------------------------------------------------------------------- |
| 7-11-2019                                                             | Alessandria d'Egitto                                                  | Egitto                                                                | 1 – 0                                                                 | Liberia                                                               | Amichevole                                                            | -                                                                     | 66’                                                                   |
| Totale                                                                |                                                                       | Presenze                                                              | 1                                                                     |                                                                       | Reti                                                                  | 0                                                                     |                                                                       |

## Palmarès

### Club

#### Competizioni nazionali
- Campionato egiziano: 2

Al-Ahly: 2018-2019, 2019-2020
- Coppa d'Egitto: 1

Al-Ahly: 2019-2020
- Supercoppa d'Egitto: 1

Al-Ahly: 2018

#### Competizioni internazionali
- CAF Champions League: 2

Al-Ahly: 2019-2020, 2020-2021
- Supercoppa CAF: 1

Al-Ahly: 2021